# Два воскресенья
«Два воскресенья» — советский художественный фильм Владимира Шределя, снятый в 1963 году.

## Сюжет
Люся, служащая сберкассы маленького города Радиозаводска, выигрывает в лотерею модную вещь — нейлоновую шубку. Сослуживицы советуют девушке получить выигрыш деньгами и купить какую-нибудь полезную вещь. Люся едет в областной город, получает деньги и улетает на выходные в Москву, где знакомится с Володей, снимающим на кинокамеру сюжеты из жизни столицы.
Люся попадает в водоворот событий, молодые люди проводят вместе весь день и договариваются встретиться. В следующее воскресенье Люся опять прилетает в Москву, но Володи там уже нет — он был в столице в командировке и уже уехал обратно в Ангарск. Люся гуляет по вечерней Москве и возвращается в Радиозаводск. В конце фильма она пишет Володе письмо.

## Съёмочная группа
- Автор сценария — Анатолий Гребнев
- Режиссёр-постановщик — Владимир Шредель
- Главный оператор — Семён Иванов
- Операторы: Эрнст Яковлев, Евгений Мезенцев, Борис Тимковский
- Композитор — Андрей Петров
- Текст песен — Льва Куклина, Александра Кушнера

## В ролях
- Людмила Долгорукова — Люся, контролёр в сберкассе
- Владимир Корецкий — Володя Собольков, инженер из Ангарска
- Людмила Макарова — Валентина Ивановна Кошелева, кассир в сберкассе
- Алексей Смирнов — Алексей Петрович Кошелев, муж кассирши, отставной майор[2]
- Владимир Максимов — Саша, строитель, бригадир
- Татьяна Панкова — Мария Феоктистовна Смирнова, заведующая сберкассой в г. Радиозаводске
- Валентина Пугачева — Ираида, соседка Люси по общежитию
- Сергей Филиппов — известный актёр, камео
- Михаил Глузский — командировочный
- Андрей Миронов — журналист (нет в титрах)
- Александр Соколов — Илья Тимофеевич
- Марина Полбенцева — стюардесса
- Владимир Рецептер — текст за кадром

## Музыка к фильму
- В фильме звучит песня «Вечерние огни» («Шорох ночных дождей») в исполнении Лидии Клемент.
- В этом фильме впервые прозвучала песня «Голубые города» в исполнении Эдуарда Хиля, ставшая вскоре знаменитой[3][4][5].

## Интересные факты
- Съёмки вымышленного города Радиозаводска происходили в микрорайонах Автово и Дачное, а также в посёлке Песочный Сестрорецкого района Ленинграда.
- Сценарий «Два воскресенья» был опубликован в журнале «Искусство кино», имел успех и первоначально его хотел поставить на «Мосфильме» режиссёр Анатолий Эфрос, но не получил одобрения[6].

## Рецензии
- Левшина И. Всякие неожиданности // Советский экран. — 1964. — № 10 (178) (май). — С. 14.